# Rabčice
Rabčice je naseljeno mjesto u okrugu Námestovo u Žilinskom kraju u Slovačkoj.

## Stanovništvo
| Godina:     | 1993. | 2003.    | 2013.   | 2023.   |
| ----------- | ----- | -------- | ------- | ------- |
| Broj ljudi: | 1633  | 1852     | 2006    | 2100    |
| Razlika:    |       | +13,41 % | +8,31 % | +4,68 % |

| Godina:     | 2022. | 2023.   |
| ----------- | ----- | ------- |
| Broj ljudi: | 2073  | 2100    |
| Razlika:    |       | +1,30 % |

Prema podatcima o broju stanovnika iz 2023. godine naselje je imalo 2100 stanovnika.

## Vanjske poveznice
|  | Zajednički poslužitelj ima još gradiva o temi Rabčice |

- Službena stranica naselja (sl.)